# Mezipotočí
Mezipotočí – wieś, część gminy Kájov, położona w kraju południowoczeskim, w powiecie Český Krumlov, w Czechach.
Znajduje się około 3 km na południowy zachód od Kájova. Przechodzi tędy linia kolejowa z Czeskich Budziejowic do - Černý Kříž, ze stacją Mezipotočí. Istnieje 29 zarejestrowanych adresów. Na stałe mieszka tu 30 mieszkańców.